# Alessandro Cusatelli
Alessandro Cusatelli (Roma, 16 settembre 1956) è un compositore italiano.

## Biografia
Intraprende gli studi di composizione all'inizio degli anni '70, nella classe di Vieri Tosatti presso il Conservatorio Santa Cecilia.
Dopo il diploma intraprende l'attività didattica nei conservatori italiani; nel 2012, dopo quasi un trentennio al Conservatorio Alfredo Casella dell'Aquila, torna come docente di composizione presso il conservatorio romano. L'interesse didattico e in particolare per la disciplina legata alla conoscenza e pratica della scrittura sinfonica porta nel 2007 alla stesura del Trattato di strumentazione, cui segue nel 2009 il Trattato di orchestrazione (entrambi editi da Carisch).
L'esordio come compositore si ha nel 1980 a Roma, all'interno della rassegna "Nuove musiche per nuovi compositori", con l'esecuzione di Quartetto Aussicht per quartetto d'archi e voce. L'opera venne trasmessa anche dal secondo canale della RAI, nel programma Le ore della musica di Laura Padellaro. All'inizio degli anni '80 vedono la luce anche le prime opere sinfoniche, quali Sebastian im Traum (4 lieder per voce e orchestra dall'omonima raccolta di Georg Trakl), I luoghi del mito per orchestra sinfonica e il Concerto per viola e orchestra (1986). I 6 Preludi per pianoforte, nell'elaborazione sinfonica, vengono eseguiti nella stagione 1987 dall'Orchestra sinfonica della RAI di Milano, nel corso della rassegna Giornate di lettura, presentata da Enzo Restagno.
Sul finire del decennio si dedica alla produzione cameristica in collaborazione con il Quartetto Amati, il Trio di Verona, il Duo di Verona, e i Filarmonici dell'Arena, per cui nascono il Quartetto d'archi n. 2, il Trio per pianoforte violino e violoncello, le Romanze di primavera e l'Elegia d'estate per orchestra d'archi, lavori che vedranno ripetute trasmissioni sulle reti radiofoniche della RAI. Su commissione dell'Ente Arena di Verona, nel 1990 nasce il Concerto per violino e orchestra, eseguito in prima assoluta al Teatro Filarmonico, nel dicembre dello stesso anno. Nel 1992 l'Orchestra sinfonica di Sanremo ospita la prima del ciclo liederistico Und die Winde kommen und gehen su liriche di Hermann Hesse.
L'interesse per il dramma musicale si concretizza nel 1995, con l'atto unico Mary Allen, su libretto proprio, tratto dai Drammi marini di Eugene O'Neill.
Negli ultimi anni del secolo nascono altri lavori da camera, fra i quali il Quartetto d'archi n. 3 e il Libera me per archi e voce, presentato in prima assoluta nella rassegna "Musica sacra dei nostri giorni" presso il Complesso monumentale di Santa Maria La Nova. Fra i lavori sinfonici di questo periodo, il dramma sinfonico Mayerling (1997) eseguito in prima assoluta al Teatro Filarmonico di Verona. 
Nel 2001 il Teatro dell'Opera di Roma gli commissiona il melologo Udii il grido, udii la voce tratto dalla Medea di Euripide, interpretato dalla voce recitante di Maria Rosaria Omaggio. Nello stesso anno, su commissione dell'UNESCO, in collaborazione con la Fondazione Arena di Verona, viene composta la cantata Diavoli, su testo di Aleksandr Puškin, per la celebrazione del bicentenario del poeta.
Le opere di Cusatelli sono edite dalla Casa musicale Sonzogno di Milano. Dal 1996 al 2001 è stato membro della Commissione tecnica della sezione Lirica della SIAE.

## Opere significative

### Drammi musicali
- Mary Allen (1995) dramma musicale in un atto, su libretto proprio tratto dai drammi marini di Eugene O'Neill

### Orchestra sinfonica
- I luoghi del mito (1985)
- Concerto per viola e orchestra (1986)
- Sei preludi per orchestra (1987)
- Concerto per violino e orchestra (1989/90)
- Mayerling (1997)
- Cartoon's (1998) per clarinetto e orchestra
- Münchhausensuite (2002)

### Orchestra da camera
- Elegia d'estate (1987) per orchestra d'archi
- Concerto per oboe e piccola orchestra (2007)
- Sonatina per clarinetto e piccola orchestra (2012)
- Concerto per flauto in sol, arpa e archi (2013)

### Opere coreutiche e vocali, sinfoniche e cameristiche
- Drei neue Gesänge (1979) per voce e pianoforte
- Sebastian im Traum  (1983) per soprano e orchestra
- Gang bei Nacht (1993) per voce maschile e pianoforte
- Und die Winde kommen und gehn (1986) per voce femminile e orchestra
- Libera me (1997) per voce e quartetto d'archi
- Ave verum (1998) per soprano, mezzosoprano, orchestra d'archi
- Besy (diavoli) (1999) Cantata per tenore, baritono, sestetto femminile, due pianoforti e percussioni
- Udii il grido, udii la voce (2001) melologo per voce recitante, violoncello, percussioni e supporto elettronico.
- Tre liriche di Antonia Pozzi (2010) per voce femminile e pianoforte
- Tre liriche di Antonia Pozzi (2010) versione per piccola orchestra e voce femminile
- Floraisons sinueuses (2012) per voce femminile, flauto in sol, oboe e violoncello

### Opere cameristiche
- Sonata a sei (1976) per sestetto di fiati
- Quartetto Aussicht (1978) per archi e voce femminile
- Trio d'archi (1980)
- Sei preludi per pianoforte (1986)
- Quartetto n. 2 (1987) per archi
- Romanze di primavera (1987) per violino e pianoforte
- Trio (1991) per pianoforte, violino e violoncello
- Quartetto n.3 (1998) per archi
- Sestetto per arpa e fiati (2003)
- Sonata per pianoforte (2005)
- Sonatina per clarinetto e pianoforte (2011)
- Tre pezzi brevi (2013) per sassofono contralto e pianoforte
- Noctium phantasmata (2013) per cinque strumenti, arpa, pianoforte e percussioni
- Egloga (2014) per flauto e pianoforte
- Sonatina per fagotto e pianoforte (2017)

## Pubblicazioni
- Alessandro Cusatelli, Trattato di strumentazione, Edizioni musicali Carisch.
- Alessandro Cusatelli, Trattato di orchestrazione, Edizioni musicali Carisch.
- Alessandro Cusatelli, Esercizi Pratici di Orchestrazione e Strumentazione, Edizioni musicali Carisch.